# Ni mänskobarn som här i världen
Ni mänskobarn som här i världen är en psalm av Johan Olof Wallin diktad 1809 och som förekommer i flera olika psalmböcker. Texten bearbetades 1983 av Britt G. Hallqvist. Ursprungliga inledningen löd I mänskors barn, som alla ägen.
Melodin komponerad av den tyske kompositören Johann Christian Nehring (1671–1736). Eller komponerad 1704 i Halle.

## Publicerad som
- Nr 285 i 1819 års psalmbok under rubriken "Kristligt sinne och förhållande - I allmänhet: Förhållandet till oss själva och nästan: Människokärlek, barmhärtighet, försonlighet"
- Nr 103 i Stockholms söndagsskolförenings sångbok 1882 med vers 6 O du, som gav ditt liv för fåren, under rubriken "Psalmer"
- Nr 517 i Sionstoner 1889 "Psalmer" verserna 1-6
- Nr 342 i Svensk söndagsskolsångbok 1908 med vers 6 O du, som gav ditt liv för fåren, under rubriken "Avslutningssånger"
- Nr 251 i Lilla Psalmisten 1909 med vers 6 O du, som gav ditt liv för fåren, under rubriken "Avslutningssånger".
- Nr 766 i Svenska Missionsförbundets sångbok 1920 med vers 6 O du, som gav ditt liv för fåren, under rubriken "Slutsånger".
- Nr 504 i Sionstoner 1935 under rubriken "Nådens ordning: Trosliv och helgelse"
- Nr 407 i 1937 års psalmbok under rubriken "Trons bevisning i levnaden"
- Nr 579 i Den svenska psalmboken 1986 under rubriken "Efterföljd - helgelse"
- Nr 474 i Svensk psalmbok för den evangelisk-lutherska kyrkan i Finland (1986) under rubriken "Ansvar och tjänande" med annorlunda text än i Den svenska psalmboken samt annan medlodi (Strasbourg 1545)
- Nr 686 i Psalmer och Sånger 1987 under rubriken "Att leva av tro - Efterföljd - helgelse".[1]